# لوسي كريمر
لوسي كريمر (بالإنجليزية: Lucy Creamer)‏ هي متسلقة جبال بريطانية، ولدت في 19 أبريل 1971 في تونتون في المملكة المتحدة.